# Pănătău
Pănătău est une commune roumaine située dans le județ de Buzău.